# Deuxième théorème de Minkowski
Le deuxième théorème de Minkowski est un résultat de géométrie des nombres sur les minima successifs d'un réseau, relativement à un convexe.

## Minima successifs
Dans ℝn, soient Γ un réseau et K un convexe compact symétrique par rapport à l'origine et de volume non nul. Les n minima successifs λ1 ≤ λ2 ≤ … ≤ λn de Γ relativement à K sont définis par : λj est le plus petit réel λ pour lequel λK (la boule fermée de centre 0 et de rayon λ pour la norme égale à la jauge de K) contient j vecteurs de Γ linéairement indépendants.
Exemples
Par un changement de variables linéaire, on peut toujours se ramener au cas où le réseau Γ est ℤn. Alors, vol(ℝn/Γ) = 1 et :
- pour K = [–1, 1]n (boule unité pour la norme ℓ∞), λ1 = … = λn = 1 et vol(K) = 2n ;
- pour K = {x ∈ ℝn | ∑|xi| ≤ 1} (boule unité pour la norme ℓ1), λ1 = … = λn = 1 et vol(K) = 2n/n!.

## Énoncé du théorème
La preuve de la première inégalité est « presque triviale ». Certains auteurs ne mentionnent que la seconde sous l'intitulé « Deuxième théorème de Minkowski ». Cette dernière renforce « le » (premier) théorème de Minkowski, selon lequel λ1n vol(K) ≤ 2n vol(ℝn/Γ).

## Démonstration
La démonstration par Hermann Minkowski de la majoration, en 1896, « a longtemps été considérée comme assez obscure », et de nombreuses preuves alternatives ont été publiées,,,,,,, jusqu'à ce que Martin Henk, en 2002, en résumant la preuve originale de Minkowski, montre qu'elle était « parfaitement correcte et élégante ».